# Слива (подрод)
Слива (лат. Prunus subg. Prunus) — подрод деревянистых растений рода
Слива (Prunus) семейства Розовые (Rosaceae).

## Ботаническое описание

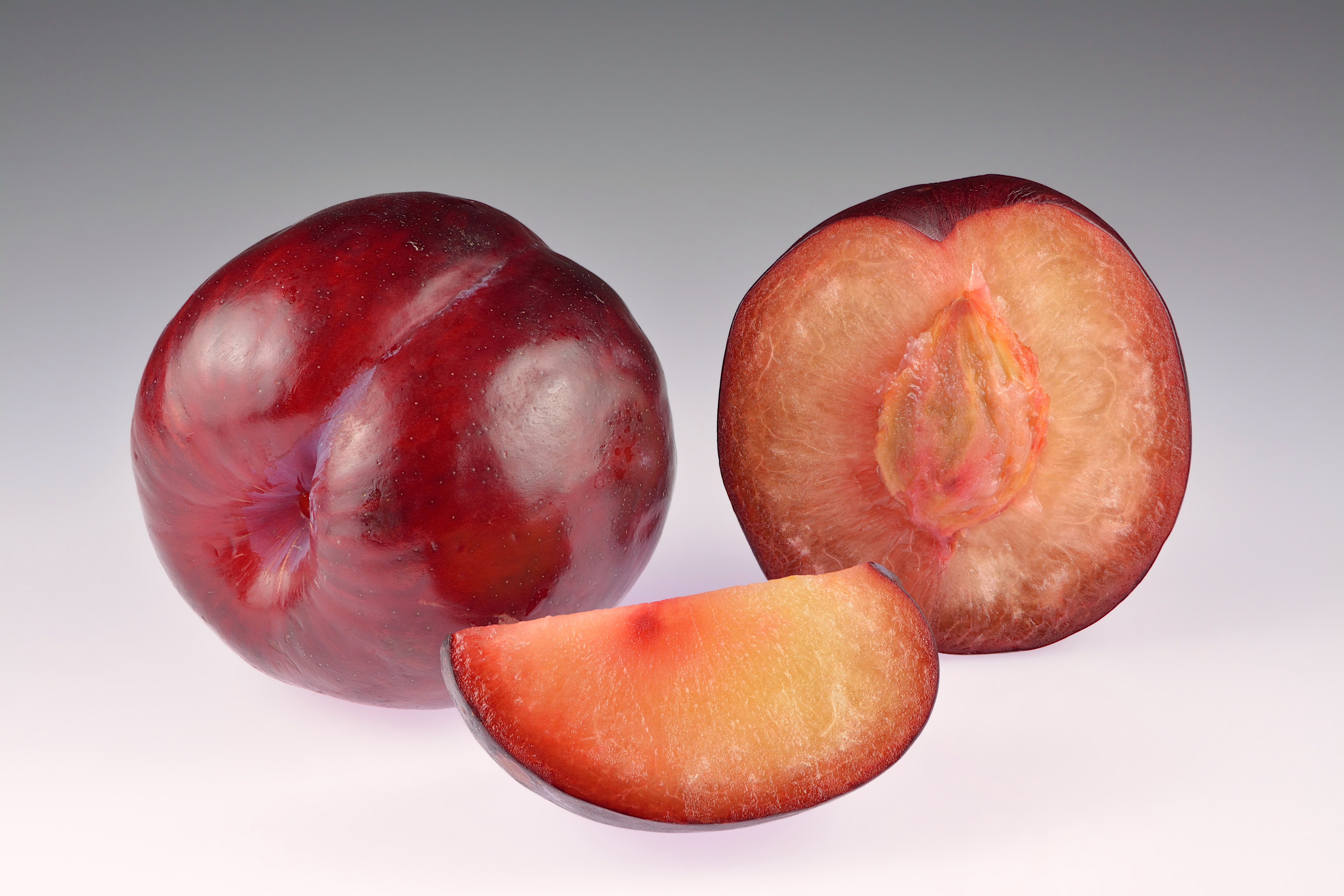

В подрод входят листопадные деревья и кустарники. Листья в почках сложены продольно.
Цветки обоеполые, почти сидячие или на цветоножках, одиночные или собранные по 2—6 в кистевидные соцветия, распускаются до появления листьев или одновременно с ним, на приросте прошлого года.
Плод — костянка, покрытая бархатистым опушением или голая. Мезокарпий мясистый. Эндокарпий уплощённый, нередко покрытый небольшими морщинками или ямками или же гладкий.

## Таксономия

### Виды
- Prunus cerasia C.I.Blanche, 1884

#### СекцияArmeniaca— Абрикос
Prunus sect. Armeniaca (Mill.) W.D.J.Koch, 1837
- Prunus armeniaca L., 1753 — Абрикос обыкновенный
- Prunus brigantina Vill., 1786
- Prunus mandshurica (Maxim.) Koehne, 1893 — Абрикос маньчжурский
- Prunus mume Siebold & Zucc., 1836 — Абрикос японский
- Prunus sibirica L., 1753 — Абрикос сибирский

#### СекцияMicrocerasus— Микровишня
Prunus sect. Microcerasus (Spach) C.K.Schneid., 1906
- Prunus bifrons Fritsch, 1892
- Prunus dictyoneura Diels, 1905
- Prunus glandulosa Thunb., 1784 — Микровишня железистая
- Prunus humilis Bunge, 1833 — Микровишня малая
- Prunus jacquemontii Hook.f., 1878
- Prunus japonica Thunb., 1784
- Prunus microcarpa C.A.Mey., 1831
- Prunus prostrata Labill., 1791 — Микровишня простёртая
- Prunus tomentosa Thunb., 1784 — Вишня войлочная

#### СекцияPenarmeniaca
Prunus sect. Penarmeniaca S.C.Mason, 1913
- Prunus andersonii A.Gray, 1868
- Prunus fremontii S.Watson, 1880 — Слива Фремонта
- Prunus pumila L., 1767 — Слива карликовая

#### СекцияPrunocerasus
Prunus sect. Prunocerasus Koehne, 1912
- Prunus americana Marshall, 1785 — Слива американская
- Prunus angustifolia Marshall, 1785 — Слива узколистная
- Prunus geniculata R.M.Harper, 1911
- Prunus gracilis Engelm. & A.Gray, 1845
- Prunus hortulana L.H.Bailey, 1892
- Prunus maritima Marshall, 1785 — Слива морская
- Prunus mexicana S.Watson, 1882 — Слива мексиканская
- Prunus murrayana E.J.Palmer, 1929
- Prunus nigra Aiton, 1789 — Слива чёрная
- Prunus rivularis Scheele, 1848
- Prunus subcordata Benth., 1849
- Prunus umbellata Elliott, 1821

#### СекцияPrunus— Слива
Prunus sect. Prunus
- Prunus bokhariensis Royle ex C.K.Schneid., 1906
- Prunus cerasifera Ehrh., 1784 — Алыча, или Слива растопыренная
- Prunus cocomilia Ten., 1811
- Prunus consociiflora C.K.Schneid., 1905
- Prunus domestica L., 1753 — Слива домашняя
- Prunus ramburii Boiss., 1838 — Слива Рамбюра
- Prunus salicina Lindl., 1830 — Слива китайская
- Prunus simonii Carrière, 1872
- Prunus spinosa L., 1753 — Тёрн, или Слива колючая
- Prunus ursina Kotschy, 1872
- Prunus ussuriensis Kovalev & Kostina, 1935 — Слива уссурийская
- Prunus vachuschtii Bregadze, 1976